# Zachary Quinto
Zachary John Quinto (/ˈkwɪntoʊ/; sinh ngày 2 tháng 6 năm 1977) là một nam diễn viên và nhà sản xuất phim người Mỹ. Anh nổi tiếng với vai diễn Sylar trong loạt phim truyền hình khoa học viễn tưởng Heroes (2006–2010), Spock trong phim tái khởi động Star Trek (2009) và phần sau Star Trek Into Darkness (2013) và Star Trek Beyond (2016), cũng như vai diễn được đề cử giải Emmy trong loạt phim American Horror Story: Asylum. Anh cũng xuất hiện đóng vai nhỏ trong các bộ phim truyền hình như So NoTORIous, The Slap và 24....

## Tiểu sử
Zachary Quinto sinh ra ở Pittsburgh và lớn lên ở Green Tree, Pennsylvania. Anh tham gia trường Công giáo Thánh Simon và Jude (đã qua đời vào năm 2010). Mẹ củaanh, Margaret J. "Margo" (nhũ danh McArdle), làm việc tại một công ty đầu tư và sau đó là văn phòng thẩm phán. Cha anh, Joseph John "Joe" Quinto, một thợ cắt tóc, chết vì ung thư khi Quinto được bảy tuổi. Quinto và anh trai, Joe, sau đó được nuôi dưỡng bởi mẹ. Lớn lên, anh theo Công giáo. Cha anh là người Ý gốc, trong khi mẹ anh có tổ tiên người Ireland. Quinto tốt nghiệp trường trung học trung tâm Công giáo năm 1995, khi anh tham gia đóng nhạc kịch và đã nhận được giải Gene Kelly cho Nam diễn viên phụ xuất sắc nhất, sau đó tham gia Trường Kịch của Đại học Carnegie Mellon, từ đó anh tốt nghiệp năm 1999.
Quinto công khai mình là người đồng tính vào tháng 10 năm 2011. Theo anh: "Sống một cuộc sống đồng tính mà không công khai thừa nhận nó, đơn giản là không đủ để đóng góp đáng kể nào cho công việc to lớn đang nằm trên con đường hoàn thành bình đẳng." Trước khi thừa nhận đồng tính, Quinto từ lâu đã là một người ủng hộ tích cực các quyền và tổ chức đồng tính.
Quinto bắt đầu hẹn hò với nam người mẫu kiêm họa sĩ Miles McMillan vào mùa hè năm 2013. Vào tháng 11 năm 2015, tạp chí Vogue gọi họ là "Cặp đôi quyền lực lan tỏa rộng rãi trên các lĩnh vực phim, thời trang và nghệ thuật."

## Danh sách phim

### Phim
| Năm  | Tên phim                | Vai diễn        | Ghi chú       |
| ---- | ----------------------- | --------------- | ------------- |
| 2009 | Star Trek               | Spock           |               |
| 2011 | Margin Call             | Peter Sullivan  | Đồng sản xuất |
| 2011 | Girl Walks into a Bar   | Nicolas "Nick"  |               |
| 2011 | What's Your Number?     | Rick            |               |
| 2013 | Star Trek Into Darkness | Spock           |               |
| 2014 | We'll Never Have Paris  | Jameson         |               |
| 2015 | I Am Michael            | Bennett         |               |
| 2015 | Hitman: Agent 47        | John Smith      |               |
| 2016 | Tallulah                | Andreas         |               |
| 2016 | Star Trek Beyond        | Spock           |               |
| 2016 | Snowden                 | Glenn Greenwald |               |
| 2016 | Passage to Mars         | Pascal Lee      | Lồng tiếng    |
| 2017 | Aardvark                | Josh Norman     | Đồng sản xuất |
| 2018 | Hotel Artemis           | Crosby          |               |

### Truyền hình
| Năm       | Tên phim                            | Vai diễn                             | Ghi chú                           |
| --------- | ----------------------------------- | ------------------------------------ | --------------------------------- |
| 2000      | The Others                          | Tony                                 | Episode: "Unnamed"                |
| 2001      | Touched by an Angel                 | Mike                                 | Episode: "When Sunny Gets Blue"   |
| 2002      | CSI: Crime Scene Investigation      | Mitchell Sullivan                    | Episode: "Anatomy of a Lye"       |
| 2002      | Off Centre                          | Smudge                               | Episode: "Diddler on the Roof"    |
| 2002      | Lizzie McGuire                      | Director                             | Episode: "Party Over Here"        |
| 2002      | Haunted                             | Paul Kingsley                        | Episode: "Grievous Angels"        |
| 2002      | The Agency                          | Jay Lambert                          | Episode: "Air Lex"                |
| 2003      | Six Feet Under                      | Hip Student                          | Episode: "The Eye Inside"         |
| 2003      | Charmed                             | Warlock                              | Episode: "Cat House"              |
| 2003      | Miracles                            | Messenger                            | Episode: "Battle at Shadow Ridge" |
| 2003–2004 | 24                                  | Adam Kaufman                         | 23 episodes                       |
| 2004      | Dragnet                             | Howard Simms                         | Episode: "Frame of Mind"          |
| 2004      | Hawaii                              | Loomis                               | Episode: "No Man Is an Island"    |
| 2004      | Joan of Arcadia                     | Pretentious Filmmaker God            | Episode: "P.O.V."                 |
| 2005      | Blind Justice                       | Scott Collins                        | Episode: "In Your Face"           |
| 2006      | Crossing Jordan                     | Leo Fulton, Jr.                      | Episode: "Code of Ethics"         |
| 2006      | Twins                               | Jason                                | Episode: "When I Move, You Move"  |
| 2006      | So NoTORIous                        | Sasan                                | 10 episodes                       |
| 2006–2010 | Heroes                              | Sylar                                | 60 episodes                       |
| 2008      | Robot Chicken                       | Archimedes Q. Porter / Sylar (voice) | Episode: "Bionic Cow"             |
| 2011      | American Horror Story: Murder House | Chad Warwick                         | 4 episodes                        |
| 2012–2013 | American Horror Story: Asylum       | Oliver Thredson                      | 12 episodes                       |
| 2014      | The Chair                           | Bản thân                             | 10 episodes                       |
| 2015      | The Slap                            | Harry Apostolou                      | 7 episodes                        |
| 2015      | Girls                               | Ace                                  | 2 episodes                        |
| 2015      | Hannibal                            | Neal Frank                           | 2 episodes                        |
| 2018      | In Search Of                        | Bản thân                             |                                   |

### Sân khấu
| Năm  | Tên phim             | Vai diễn                      | Ghi chú                                |
| ---- | -------------------- | ----------------------------- | -------------------------------------- |
| 2010 | Angels in America    | Louis Ironson                 | Signature Theatre Company Off-Broadway |
| 2013 | The Glass Menagerie  | Tom Wingfield                 | American Repertory Theater Boston, MA  |
| 2013 | The Glass Menagerie  | Tom Wingfield                 | Booth Theatre Broadway                 |
| 2016 | Smokefall            | Footnote / Fetus Two / Samuel | MCC Theater                            |
| 2018 | The Boys In The Band | Harold                        | Booth Theater                          |

### Video games
| Năm  | Tựa game         | Lồng tiếng nhân vật                 |
| ---- | ---------------- | ----------------------------------- |
| 2000 | Code Blue        | Monty Rodriguez                     |
| 2006 | 24: The Game     | Adam Kaufman                        |
| 2010 | Star Trek Online | Khitomer Emergency Medical Hologram |
| 2013 | Star Trek        | Spock                               |

## Giải thưởng và đề cử
| Năm  | Giải thưởng                                                                      | Kênh                          | Kết quả   |
| ---- | -------------------------------------------------------------------------------- | ----------------------------- | --------- |
| 1994 | Gene Kelly Award for Best Supporting Actor                                       | The Pirates of Penzance       | Đoạt giải |
| 1995 | Gene Kelly Award for Best Lead Actor                                             | 1776                          | Đề cử     |
| 2007 | TV Land Award for Future Classic Award                                           | Heroes                        | Đoạt giải |
| 2007 | Teen Choice Award for Choice TV Villain                                          | Heroes                        | Đề cử     |
| 2008 | Teen Choice Award for Choice TV Villain                                          | Heroes                        | Đề cử     |
| 2009 | Teen Choice Award for Choice TV Villain                                          | Heroes                        | Đề cử     |
| 2009 | Teen Choice Award for Best Rumble (shared with Chris Pine)                       | Star Trek                     | Đề cử     |
| 2009 | Critics' Choice Award for Best Cast                                              | Star Trek                     | Đề cử     |
| 2009 | Boston Society of Film Critics Award for Best Cast                               | Star Trek                     | Đoạt giải |
| 2009 | Washington D.C. Area Film Critics Association for Best Ensemble                  | Star Trek                     | Đề cử     |
| 2010 | People's Choice Award for Favorite Breakout Movie Actor                          | Star Trek                     | Đề cử     |
| 2010 | SFX Award for Best Actor                                                         | Heroes, Star Trek             | Đoạt giải |
| 2011 | Drama Desk Award for Outstanding Featured Actor in a Play                        | Angels in America             | Đề cử     |
| 2011 | Theatre World Award                                                              | Angels in America             | Đoạt giải |
| 2011 | Tina Award for Best Actor (Play)                                                 | Angels in America             | Đoạt giải |
| 2011 | Tina Award for Best Ensemble (Play)                                              | Angels in America             | Đoạt giải |
| 2011 | Tina Award for Best Stage Duo (shared with Christian Borle)                      | Angels in America             | Đoạt giải |
| 2011 | Gotham Award for Best Ensemble Performance                                       | Margin Call                   | Đề cử     |
| 2011 | Phoenix Film Critics Society Award for Best Ensemble Acting                      | Margin Call                   | Đề cử     |
| 2012 | Central Ohio Film Critics Association Award for Best Ensemble                    | Margin Call                   | Đề cử     |
| 2012 | AACTA International Award for Best Film (as producer)                            | Margin Call                   | Đề cử     |
| 2012 | Independent Spirit Award for Best First Feature (as producer)                    | Margin Call                   | Đoạt giải |
| 2012 | Robert Altman Award                                                              | Margin Call                   | Đoạt giải |
| 2012 | Saturn Award for Best Guest Starring Role on Television                          | American Horror Story         | Đề cử     |
| 2013 | Critics' Choice Television Award for Best Supporting Actor in a Movie/Miniseries | American Horror Story: Asylum | Đoạt giải |
| 2013 | Primetime Emmy Award for Outstanding Supporting Actor in a Miniseries or a Movie | American Horror Story: Asylum | Đề cử     |
| 2013 | PAAFTJ Television Award for Best Supporting Actor in a Miniseries or TV Movie    | American Horror Story: Asylum | —         |
| 2013 | PAAFTJ Television Award for Best Cast in a Miniseries or TV Movie                | American Horror Story: Asylum | —         |
| 2013 | People's Choice Award Favorite Movie Duo (shared with Chris Pine)                | Star Trek Into Darkness       | Đề cử     |
| 2013 | Elliot Norton Award for Outstanding Ensemble                                     | The Glass Menagerie           | Đoạt giải |
| 2014 | Drama League Award for Distinguished Performance                                 | The Glass Menagerie           | Đề cử     |
| 2014 | Broadway.com Audience Choice Award for Favorite Leading Actor in a Play          | The Glass Menagerie           | Đề cử     |
| 2014 | BroadwayWorld.com Award for Best Leading Actor in a Play                         | The Glass Menagerie           | Đề cử     |
| 2017 | Saturn Award for Best Supporting Actor in a Film                                 | Star Trek Beyond              | Đề cử     |